# La TV delle ragazze
La TV delle ragazze è stato un varietà televisivo comico-satirico in onda su Rai 3.
La trasmissione fu proposta in due diversi cicli: il primo trasmesso nella prima serata del lunedì nell'autunno 1988 (tredici puntate dal 19 settembre al 12 dicembre, a cui si aggiunge una puntata antologica trasmessa il 1º gennaio 1989), ed il secondo trasmesso nella prima serata del martedì nella primavera 1989 (dal 18 aprile al 13 giugno, anche qui con l'aggiunta di una puntata riassuntiva trasmessa il 20 giugno).
Nato da un'idea di Serena Dandini, Valentina Amurri e Linda Brunetta, lo show fu concepito come un contenitore di sketch comici realizzati esclusivamente da attrici. La regia fu affidata per il primo ciclo a Marilena Fogliatti, e per il secondo a Franza Di Rosa. La trasmissione venne realizzata presso il Centro di produzione Rai di Torino.

## La trasmissione
Per la prima serie, le autrici immaginarono un canale al femminile (La TV delle ragazze per l'appunto) che, introdotto dalla voce di Tina Lattanzi (nei panni di Greta Garbo, di cui fu la doppiatrice italiana ufficiale) che apriva e chiudeva tutte le puntate, trasmetteva la parodia di un intero palinsesto televisivo tipico del periodo: dalla TV del mattino ai programmi e sceneggiati di prossima programmazione, dal segnale orario al talk show di mezzogiorno, dal varietà del sabato sera alle finte pubblicità, dai programmi della TV-verità (all'epoca appena esplosi) alle telenovelas pomeridiane, dall'intervallo ai programmi a sfondo erotico della seconda serata per finire al telegiornale (con una parodia dell'allora astro nascente dell'informazione TV Lilli Gruber, ad opera di Alessandra Casella) fino ai collegamenti via satellite con l'estero. Per la prima volta in Italia, un programma veniva interamente prodotto, gestito, messo in scena e recitato da mani e volti esclusivamente femminili, ad eccezione di Francesco Vairano, unico uomo componente del cast, relegato però a fare solamente il signorino buonasera all'apertura delle puntate. In questo primo ciclo, il programma non prevedeva la figura del conduttore (Serena Dandini appariva infatti soltanto durante il momento dell'ospite musicale, peraltro non presente in tutte le puntate), bensì, sulla falsariga di Non stop, era una sequenza di sketch comici, nei quali si alternavano le varie componenti del cast.
Nella seconda serie, ambientata in un condominio palesemente fittizio, le protagoniste davano vita ad una sequenza di piccoli quadretti, con imitazioni parodistiche di personaggi famosi e situazioni comiche varie, il tutto inframmezzato da spot pubblicitari falsi delle più note propagande televisive dell'epoca. Nella seconda edizione fu introdotto anche un esordiente Giorgio Tirabassi, unica presenza maschile del programma assieme al gia citato Vairano, confermato nel ruolo di annunciatore. In questo secondo ciclo, la presenza della Dandini acquisì maggiore importanza, tanto che in seguito sarà infatti lei a condurre i successivi programmi satirici di Raitre, anch'essi ideati assieme a Valentina Amurri e Linda Brunetta, ovvero Scusate l'interruzione, Avanzi e Tunnel.
Il successo della formula fece emergere attrici comiche di talento come la sopracitata Alessandra Casella, Cinzia Leone, Lella Costa, Francesca Reggiani, Sabina Guzzanti, Angela Finocchiaro, Maria Amelia Monti, Monica Scattini, Carola Silvestrelli, Maria Laura Baccarini, Syusy Blady, Tosca D'Aquino, Orsetta De Rossi, Iaia Forte, Isa Gallinelli, Eleonora Danco, Bruna Feirri, Carlina Torta, Silvia Irene Lippi, Olga Durano, Carla Fioravanti, Elena Pandolfi, Carla Signoris.
Nella stagione televisiva 2018-2019, a trent'anni di distanza dalla trasmissione originale, viene realizzato sempre su Rai 3 un remake intitolato La TV delle ragazze - Gli Stati Generali 1988-2018.